# Paolo Silenziario
Paolo Silenziario (VI secolo – Costantinopoli, 580) è stato un poeta epigrammista bizantino.

## Biografia
Vissuto nel VI secolo alla corte dell'Imperatore Giustiniano I col titolo di Silentiarius, nome con cui si designavano gli alti funzionari imperiali al seguito dell'imperatore, preposti a far osservare il silenzio durante le liturgie sacre, fu forse, insieme ad Agazia Scolastico, a Cometa Cartulario e a Ireneo Referendario, l'ultima grande voce dell'epigramma in lingua greca, forma letteraria che trovò la sua massima espressione nelle scuole dell'ellenismo, per poi tramontare durante il medioevo e rifiorire solo durante il Rinascimento ed il Barocco, soprattutto tra i poeti di lingua italiana. A giudicare dai riferimenti interni ai suoi testi, Paolo morì tra 575 e 580.

## Opere
Paolo è molto conosciuto per i suoi  epigrammi, 78 dei quali sono raccolti nell'Antologia Palatina: 40 di essi sono di argomento erotico e due replicano a epigrammi di Agatia.
Compose anche una ecfrasi in versi (1029 esametri, con una introduzione di 134 trimetri giambici) della cattedrale giustinianea di Hagia Sophia, descrivendone l'architettura e le decorazioni dopo la ricostruzione della cupola nel  562: Paolo evidenzia la policromia dei marmi della cattedrale e, dunque, con la sua attenta descrizione, aiuta gli storici dell'arte a ricostruire l'aspetto di Hagia Sophia prima delle ricostruzioni successive. Il poemetto fu probabilmente commissionato dallo stesso Giustiniano e letto da Paolo il giorno dell'inaugurazione.
Paolo scrisse anche un poemetto sulle terme di Pythia, in Bitinia.

### Temi e originalità
I temi cari a Paolo Silenziario furono principalmente l'arte e l'erotismo: sono in considerevole quantità gli epigrammi che egli dedica, con una sensualità passionale ma mai oscena, alla descrizione di amori fugaci con etere, oggi raccolti nel V volume dell'Antologia Palatina:
il mio corpo nudo ed il tuo corpo nudo intrecciati
e niente sta in mezzo; 
la tua veste leggera 
mi sembra come le mura di Semiramide.
Avviciniamo l'uno all'altro le labbra e il petto
sul resto silenzio: non mi piace il parlare indecente.»
(Paolo Silenziario, in Antologia Palatina, V 252)
al fiore di tutta la giovinezza:
amo tenere fra le mie mani i tuoi seni
tremolanti in punta, piuttosto che i seni
tutti ritti di una ragazzina.
Il tuo crepuscolo vale più della sua primavera
il tuo inverno  più caldo dell'estate di altre.»
(Ivi, V 258)
Nel periodo in cui Paolo Silenziario componeva i suoi epigrammi, la lingua ufficiale dell'Impero Romano d'Oriente era il latino: in latino venivano redatti i documenti ufficiali, in latino venivano pronunciati i discorsi di maggiore importanza, in latino si celebravano le maggiori funzioni religiose. Il greco era la lingua popolare nella sua forma di dimotikì, parlata dalla maggior parte dei sudditi, e divenne lingua ufficiale dell'Impero solo a partire dal VII secolo, quando, con l'avvento di Costantino IV, verrà superata la fase "tardoromana" per accedere a quella propriamente "bizantina".